# Muddy Monk
Pour les articles homonymes, voir Monk (homonymie).
Muddy Monk, nom de scène de Guillaume Dietrich, est un auteur-compositeur-interprète suisse né le 18 juillet 1990 dans le canton de Fribourg (Suisse).

## Biographie

### Enfance et débuts
Originaire de Fribourg, ses parents sont chanteurs amateurs et l'inscrivent à la chorale locale. À la maison passent en boucle des vinyles de Simon and Garfunkel, Mickey Baker, Céline Dion ou encore de bossa nova. On l’inscrit à un cours de piano-jazz, mais il préfère l’expérimentation à l’apprentissage de partitions et de gammes. Il commence à composer des morceaux instrumentaux avec un ami en 2009.

### D’IpanemaàPremière Ride
Son premier projet solo Ipanema voit le jour en 2014. Il collabore avec le rappeur Ichon sur trois titres et rencontre le producteur et rappeur Myth Syzer. Le rappeur montreuillois est à nouveau présent sur Première Ride, nouvel EP de Muddy Monk sorti en 2016.

### Longue Ride
Après une apparition sur l’album Bisous, de Myth Syzer, et la participation à une comédie musicale, il sort son premier album en novembre 2018, Longue Ride.

### To The Moon
Le 24 novembre 2023, il dévoile l'EP nommé "To the moon" un nouvel opus en commun avec le producteur Jimmy Whoo.

## Style et influences musicales
L'une de ses principales sources d'inspiration est la bossa nova, qu'il écoutait enfant (son EP Ipanema est un clin d'œil à la chanson Garota de Ipanema d'Antônio Carlos Jobim et Vinicius de Moraes). Pour l'écriture, c'est Sébastien Tellier, artiste grâce à qui il déclare s'être décidé à chanter en français, qui l'inspire beaucoup. Il décrit aussi son ami Ichon comme une véritable source d’inspiration.

## Discographie

### EP
- 2012 : Flying Promises
- 2014 : Ipanema
- 2016 : Première Ride[4]
- 2020 : Ultra Tape
- 2024 : Lili Pacino

### Album
- 2018 : Longue Ride
- 2022 : Ultra Dramatic Kid
- 2024 : Bingo Paradis

### Apparitions
- 2012 : Set & Match - Sunset (prod. Muddy Monk)
- 2016 : Ichon - Si l'on ride (prod. Muddy Monk)
- 2017 : Myth Syzer - Le Code (participation Ichon, Muddy Monk et Bonnie Banane)
- 2018 : Myth Syzer - Cœur Brisé (participation Muddy Monk)
- 2019 : Jimmy Whoo - Divine (participation Muddy Monk)
- 2020 : Lonely Band - Danser Vite (participation Muddy Monk)
- 2022 : Jimmy Whoo - Aqua (participation Muddy Monk)
- 2023 : Myth Syzer - Epouse Foudre (participation Muddy Monk)
- 2023 : Paul Prier - What U (remix Muddy Monk)